# Campeonato Nacional da APW
O Campeonato Nacional da APW (conhecido até 1995 como Campeonato Nacional da PWA e conhecido não oficialmente desde 2016 como Campeonato Mundial da APW) é um título de wrestling profissional sancionado pela Associação Portuguesa de Wrestling e disputado na Associação Portuguesa de Wrestling e no Wrestling Portugal, a nível nacional. É actualmente um dos dois títulos existentes no wrestling profissional existente em Portugal, sendo o único legalmente reconhecido pela confederação desportiva nacional. O actual campeão é "O Fantástico" David Francisco no seu segundo reinado, que após defender o título fora do território nacional, declarou o campeonato um título mundial.

## Lista de Campeões Nacionais da APW
| Wrestler | Nº Títulos | Data                   | Local / Tipo de combate / Evento                                 |
| --- | ---------- | ---------------------- | ---------------------------------------------------------------- |
| Doomsday Machine(1) (2)                                                                                        | 1          | 11 de Setembro de 1993 | Silves, Faro Battle Royal PWA Mister Wrestling                   |
| Vago após Doomsday Machine enfrentar diversos problemas pessoais e estar impossibilitado de defender o título. |            |                        |                                                                  |
| Arte-Gore (3)                                                                                                  | 1          | 23 de Julho de 2006    | Portimão, Faro Final de Torneio APW Suplex de Verão 2006 (Dia 4) |
| Mad Dog (4) | 1          | 05 de Janeiro de 2007  | Lisboa, Lisboa Combate "Gauntlet" APW Impacto Total (Dia1)       |
| Arte-Gore (5)                                                                                                  | 2          | 06 de Janeiro de 2007  | Porto, Porto Combate "Lumberjack" APW Impacto Total (Dia 2)      |
| Mad Dog (6) | 2          | 28 de Junho de 2007    | Oeiras, Lisboa TVI "As Tardes da Júlia"                          |
| Juan Casanova                                                                                                  | 1          | 28 de Setembro de 2008 | Grândola, Setúbal WSW Inception                                  |
| Sexi Beast Adonis                                                                                              | 1          | 31 de Julho de 2011    | Portimão, Faro APW Taça Tarzan Taborda 2011 (Dia 3)              |
| Ultra Psycho                                                                                                   | 1          | 31 de Julho de 2011    | Portimão, Faro APW Taça Tarzan Taborda 2011 (Dia 3)              |
| "O Fantástico" David Francisco                                                                                 | 1          | 19 de Novembro de 2011 | Santiago do Cacém, Setúbal APW HeelFest                          |
| Arte-Gore | 3          | 6 de Janeiro de 2013   | Portimão, Faro APW Dominação                                     |
| "O Fantástico" David Francisco                                                                                 | 2          | 10 de Agosto de 2014   | Portimão, Faro APW Taça Tarzan Taborda 2014 (Dia 2)              |
| Vitor Amaro | 1          | 11 de Junho de 2017    | Portimão, Faro APW Caminho para a Vitória                        |
| Ramon Vegas | 1          | 24 de Setembro de 2018 | Portimão, Faro "Ramon vs Amaro" - Falls Count Anywhere           |

## Torneio
O seguinte torneio foi realizado, entre 22 e 23 de Julho de 2006, para se encontrar o novo Campeão Nacional da APW:
1ª Eliminatória: (22 de Julho de 2006)
- Arte-Gore venceu Mad Dog
- Pedro Pavão venceu Bammer
- KarmageDan venceu D-Namite
- Iceborg venceu Kid Joe

Meias Finais: (23 de Julho de 2006)
- Arte-Gore venceu Pedro Pavão
- KarmageDan e Iceborg empataram, por dupla contagem fora do ringue

Final:
- Devido à eliminação de KarmageDan e Iceborg nas meias finais, Arte-Gore ficou sem adversário para lutar na final e foi automaticamente declarado o novo Campeão Nacional da APW.